# 荻庄
荻庄是清代淮安河下的一座著名园林，位于萧湖中莲花街，柳衣园（曲江楼）对岸。
荻庄为两淮盐商巨富程鉴（号镜斋，1691年—1770年）所筑，也是河下65处园林中最有名的一座，兼富丽堂皇与精奇典雅于一身。荻庄三面临水，富丽典雅，为文人雅集胜地，远近闻名。所谓“萍踪忽泊枚皋里，程氏名园贯人耳。”荻庄得名于水生植物芦荻，刘作柱诗云“轻舟棹入荻芦丛，篱竹弯弯曲径通。几处回廊烟渚外，一重古木画图中。”。
荻庄的包括“补烟”亭、“廓其有容之堂”、小轩“平安馆舍”、“带湖草堂”、“绿云红雨山居”、“绘声阁”、“虚游”船房、“松下清斋”、“华溪渔隐”、“小山丛桂留人”以及岫窗、“香草庵”、“春草闲房”等众多建筑，分别由高凤翰、王文治、王虚舟以及漕运总督铁保等题额，以及紫藤、土山，是文人雅集酬唱的著名场所。嘉庆年间荻庄已经逐渐颓败，嘉庆二十五年（1820）程氏后人程蔼人曾进行重修。2018年以后，当地政府开始重建荻庄。